# 水島総
水島 総（みずしま さとる、1949年（昭和24年）6月18日 - ）は、日本の経営者、映画監督、脚本家、プロデューサー、キャスター、政治活動家。
日本文化チャンネル桜代表取締役社長、頑張れ日本!全国行動委員会幹事長、2014年東京都知事選挙田母神俊雄選挙対策本部長、朝日新聞を糺す国民会議事務局長、北海道歴史伝統文化環境保全機構理事、「国守衆」全国評議会・議長。

## 来歴

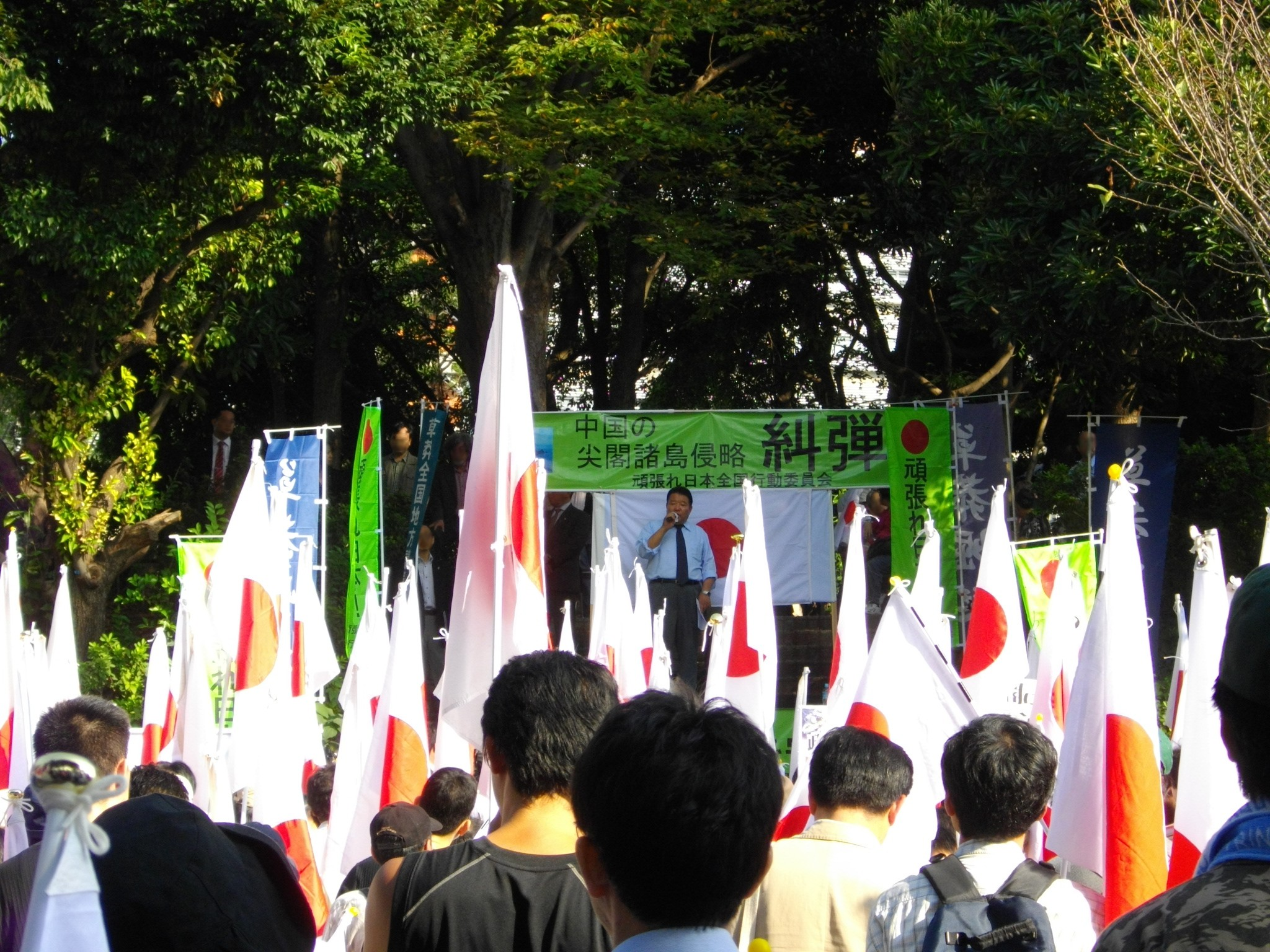
2010年尖閣諸島抗議デモで演説を行う水島（写真中央）。

1968年（昭和43年）、静岡県立静岡高等学校卒業。1972年（昭和47年）、早稲田大学第一文学部ドイツ文学専修卒業。その後、フリーランスのディレクターとして200本以上のフジテレビなどのテレビドラマの脚本演出を手がけ、後に映画にも進出。日本国内においてフィリピンに関する番組を放送してきた「ウィンズ・フィリピノ・チャンネル」を主宰。
2004年（平成16年）、株式会社日本文化チャンネル桜を設立。8月15日午前6時より、スカパー!Ch.767にて放送開始。
2007年（平成19年）、南京攻略戦の正確な検証と真実を全世界に伝える映画として『南京の真実 第1部「七人の死刑囚」』を製作。同年7月13日、米国大使館に慰安婦問題に関する謝罪要求決議の全面撤回を求める抗議書を提出。
2008年（平成20年）夏、「南京大虐殺の完全虚構論を緻密に論証する」機会として模擬法廷を開く予定をしていたが、開催には至らなかった。同年9月11日、チャンネル桜の経営悪化に伴い、寄付を募る「日本文化チャンネル桜二千人委員会」を設立。
2009年（平成21年）4月5日にNHKが放送した、NHKスペシャル シリーズ 「JAPANデビュー」第1回「アジアの“一等国”」をめぐり、「台湾の日本統治時代が悪と一方的に描かれており、内容が偏向している」「日本の台湾統治を批判するため、台湾人の証言をねじ曲げている」「番組にはやらせや、事実の歪曲・捏造があり、放送法に違反している」「台湾の人の心と日台関係を傷つけた」などとして、抗議活動を展開。日本と台湾の両国の視聴者や番組出演者を含めた約1万300人により集団訴訟を起こすも2018年1月、最高裁判所で敗訴確定。
2010年（平成22年）2月2日、保守派の国民運動団体「頑張れ日本!全国行動委員会」を結成。田母神俊雄を会長とし、自らは幹事長に就任。
2012年（平成24年）8月19日午前8時ごろ、尖閣諸島の魚釣島沖海上で戦没者の慰霊祭を行った後、船から海に飛び降り魚釣島海岸まで泳ぎ、上陸を敢行した。その後、東京都議会議員の鈴木章浩、兵庫県議会議員の和田有一朗、東京都荒川区議会議員の小坂英二、浅野久美ら他9人の日本人が続いて上陸した。その後、灯台付近で日の丸を掲げる、灯台の骨組みに日の丸を張るなどの行為を行った。海上保安庁の呼びかけで、午前10時までに全員が島を離れた。
2014年（平成26年）1月、2014年東京都知事選挙に出馬を決めた田母神俊雄の選挙対策本部長を務める為に日本文化チャンネル桜代表取締役社長を辞任。選挙終了後、同年3月に代表取締役社長に復帰。同年9月、朝日新聞が吉田証言・吉田調書を巡る疑惑を誤報と認めた事を受けて、朝日新聞社に対する集団訴訟を起こす「朝日新聞を糺す国民会議」を結成（訴訟は一審敗訴。控訴も棄却され、上告しなかったことで終結）。2015年（平成27年）12月、2014年の都知事選挙で政治資金の一部を不正流用した疑いがあるとして田母神ら3人を業務上横領容疑で東京地検に告発。その後、田母神は公職選挙法違反（運動員買収）罪で起訴され、執行猶予付きの懲役刑を言い渡された。

## 人物・思想
静岡県掛川市出身。高校時代は柔道部。大学で空手部に入り、たまたま全学連の左翼と喧嘩している風景がNHKのテレビで流れた。生前の評論家、西部邁と交流が深く思想の共通点はスペインの哲学者オルテガの実存主義がベースになっている。また、吉田松陰の草莽崛起を政治活動の核にしている。保守的な考えを基軸にし、左翼的な考え方を一貫して非難するが、親米保守に代表される戦後の保守思想の歪みについても批判的であり、新しい保守の潮流の可能性についての主張を主に展開する。座右の銘は、自身の尊敬するドイツの作家トーマス・マンの「DURCHHALTEN＝持ちこたえること」。

### 「パンダ物語」について
中国に批判的で反中的な言動で知られる水島であるが、日中平和友好条約10周年記念作品であるパンダ物語に脚本家として携わっていたため、親中派ではないかとの誤解を受けた時期がある。その事について水島は、「当時は仕事としてなんでも書いていたシナリオライターであり、1980年代後半の時点では中国への強い批判的感情は持っていなかった」とし、中国における撮影にも同行していないと明言している。また、「中国に訪れたのは映画公開後であり、撮影時に起きたトラブル等も後付けの情報として知った」と答えている。
撮影開始2週間後に、中国人スタッフが日本人と同等の給料を求める理由でストライキを始めた。制作側が仕方なく条件を飲んだ結果、「予算が元の5億円から8億円にまで膨れ上がり、日本の撮影スタッフ全員反中感情を持って日本に帰ってきた」と撮影スタッフらが帰国した後に報告を受けている。
※撮影開始当初、中田新一が監督を務めていたが、主演の八木さおりへの暴力行為疑惑で途中降板となり、新城卓が引き継いだ。水島いわく、「中国での撮影には同行していないので、現地でのトラブルについては伝聞情報としてのみ認識している」。

### 小林よしのりとの対立
意見対立が原因で小林よしのりの漫画に登場した事がある。かつて小林は、チャンネル桜の支持者であり、自ら司会を務める番組も受け持つなど、思想上の細かい相違はあれど、一時的には和解状態に至ったこともあった。しかし、皇室問題や原発を巡る言説の相違がきっかけとなり、小林は一方的な降板を宣言し、両者の亀裂は決定的なものとなった。
皇室問題については、一貫して伝統重視の立場を取っている。

### 政治的位置付け
アメリカのウォール・ストリート・ジャーナルやカナダのロイター、台湾（中華民国）の台北タイムズやオマーンのオマーン・トリビューン（Oman Tribune）をはじめ、各国のメディアからは右翼活動家（right-wing）として紹介されている。
水島自身は右翼である事を明確に否定しており、2015年（平成27年）2月に日本外国特派員協会で行われた朝日新聞を糺す国民会議の会見では、「Right-wing（右翼）」ではなく「Conservative（保守）」と形容される事については肯定すると述べた。また、日本外国特派員協会の記者が日本の保守派を右翼・歴史修正主義者という形で非難しているとし、「残念であり、怒りすら覚える」、「真実を伝えていただきたい」、「大変悲しんでいる」と述べた。

### ワクチンに関する主張と活動
COVID-19ワクチンに対して批判的な立場を示し、ワクチンの危険性や政府・製薬企業・WHOへの批判、ワクチン接種政策への反対を訴えている。2024年5月31日に日比谷公園で開催された「WHOから命をまもる国民運動」大決起集会や、同年9月17日に自由民主党本部前で行われた「ワクチン再考を求める会」主催の街頭演説に登壇した。また、自身のYouTubeやSNSなどを通じて、ワクチンの危険性や国際的な利権構造への疑念を繰り返し発信している。

## 論調
農業改革
農業協同組合のあり方に問題が無いとは言えないとしつつも、安倍自身が掲げた「瑞穂の国の資本主義」と相反する面があることも事実とし、組織の改革をせずに解体に手を付けようとする安倍政権を安直で危ういとして問題視した。
米議会演説
安倍首相が2015年（平成27年）4月26日から5月2日にかけて訪米し、アメリカ合衆国議会合同会議における演説を行った事により、冷戦構造から固着していた日米関係に転機が訪れたとしており、戦後体制の崩壊が始まったと述べた。
安倍談話
2015年（平成27年）8月14日に発表された安倍談話について、「政治工学的には渾身の談話」、「戦後政治家として最大限為し得る談話」と肯定的に評した一方で、本質は戦後レジームを肯定し父祖を切り捨てたものでもあると否定的に評した。

### その他
- 日本は核武装すべきとし、又は抑止力の観点から、「日本への核攻撃を具体的に仄めかす敵に対しては、日本も核武装の準備がある」と明確な意思表示をすべきとしている[45]。
- 女系天皇を認める皇室典範改正に反対[46]。
- 移民受け入れに反対[46]。
- 新自由主義及びグローバリズムに反対[47]。
- 選択的夫婦別姓制度導入に反対[48]。

## TV出演
- 日本文化チャンネル桜[49]
  - 桜プロジェクト（キャスターとして毎週木曜日 20:00 - 21:30、およびゲストとして不定期出演）
  - 報道ワイド日本 Weekend（毎週金曜日 20:00 - 21:00 コーナー・コラム出演）
  - 日本よ、今...「闘論！倒論！討論！」（司会兼パネリスト 毎週土曜日 20:00 - 23:00）
- 朝まで生テレビ! - 「激論! 田母神問題と自衛隊」[50]（2008年11月27日、テレビ朝日系列）

## 主な作品

### 映画
- 『パンダ物語』（1988年）脚本[51]
- 『奇跡の山 さよなら、名犬平治』（1992年）監督・脚本[52]
- 『南の島に雪が降る』（1995年）監督・脚本[53]
- 『南京の真実』
  - 第1部「七人の死刑囚」（2007年）監督・脚本[注 3][54]
  - 第3部（シリーズ第2弾）「支那事変と中国共産党」（2017年）監督・脚本[55][56]
  - 第2部（シリーズ第3弾）「東京裁判の虚構性を暴く（仮）」監督・脚本⇒当初、第2部を「検証偏」とする予定だったが、第1部の中で松井石根の独白シーンとして盛り込み済みであり、さらにスピンオフ作品『1937南京の真実』（ドキュメンタルコミック）の中でも検証を終えている。水島としては、「映画制作のために収集した膨大な資料をデジタル化し、将来的に歴史文化ライブラリーとしての公開を視野に入れた整理及び検証作業を進めながら、第4部、第5部・・・と、可能な限り『南京の真実』の続編シリーズを制作したい」としている。[55]

### テレビ
- 泣きべそ・ほほえみ・六本木 (1972年10月～12月、NETテレビ[注 4]) 助監督 [57]
- 火曜劇場
  - 「いのちの絶唱」（1978年1月～4月、日本テレビ）演出[58]
  - 「愛のトロフィー」（1978年１0月～1979年1月、日本テレビ）演出[59]
  - 「愛と死の絶唱」（1979年4月～1979年7月、日本テレビ）演出[60]
  - 「甦える日日」（1979年10月～1980年1月、日本テレビ）演出[61]
- 土曜ナナハン 学園危機一髪
  - 「ガラスの動物園」（1980年、フジテレビ) プロデューサー[62]
  - 「ＵＦＯ・翔んだ！」（1980年、フジテレビ) 演出[63]
- 木曜ゴールデンドラマ
  - 「海峡に女の唄がきこえる」（1981年、日本テレビ）プロデューサー[64]
  - 「娘からの宿題」（1990年3月、読売テレビ）脚本[65]
- 意地悪ばあさん（1981年、フジテレビ）[66]
- 水曜劇場
  - 「先生は一年生」（1981年、日本テレビ）脚本[67]
  - 「女かじき特急便」（1982年4月～9月、日本テレビ）脚本[68]
- グランド劇場
  - 「天まであがれ!」（1982年４月～10月、日本テレビ）演出・脚本[69]
  - 「気分は名探偵」（1984年10月～1985年3月、日本テレビ）演出・脚本[70]
  - 「新・熱中時代宣言」(1986年4月～8月、日本テレビ）脚本[71]
- 金曜劇場
  - 「若草学園物語」（1983年４月～9月、日本テレビ）脚本[72]
- 火曜サスペンス劇場
  - 「かまきり」（1984年7月、日本テレビ）演出・監督[73]
  - 「真夜中の白い少女」（1986年1月、日本テレビ）演出・監督[74]
  - 「狙われた白衣の天使」（1988年4月、日本テレビ)脚本・演出・監督[75]
- 月曜ドラマランド
  - 「ぐうたらママ3 ぐうたらママ怒る」（1984年10月、フジテレビ）[76]
- 金曜女のドラマスペシャル
  - 「気がつけば騎手の女房」（1985年11月、フジテレビ）脚本[77]
  - 「はるちゃん 待ちくたびれた女」（1987年2月、フジテレビ）脚本・演出・監督[78]
- 日生ファミリースペシャル
  - 「二十歳の時」（1986年6月、フジテレビ）脚本・演出[79]
- 熱中時代スペシャル「帰って来た北野広大」（1987年4月、日本テレビ）脚本[80]
- 24時間テレビ 「愛は地球を救う」
  - ドラマスペシャル
    - 「車椅子の花嫁」（1987年８月、日本テレビ）監督[81]
    - 「二十歳もっと生きたい」（1988年8月、日本テレビ）脚本・演出[82]
    - 「叫んでも…聞こえない！」（1989年8月、日本テレビ)演出・監督[83]
- 「美少女学園」（1987年11月～1988年４月、テレビ朝日）脚本[84]
- ドラマ23
  - 「不倫のマドンナたち」（1987年12月、TBS)  演出・監督[85]
- 「東京女タクシードライバー(1)」（1988年3月、TBS) 脚本[86]
- 土曜ドラマスペシャル
  - 「ラストバラードは君に」（1988年11月、TBS）脚本[87]
  - 「パパはパパでも代理パパ」（1989年4月、TBS)脚本[88]
- 男と女のミステリー
  - 「彼らのいちばん危険な夜」（1988年12月、フジテレビ）脚本・プロデューサー・監督[89]
- 「お舅さん改造講座」（1988年11月、TBS）脚本[90]
- 傑作 意地悪ばあさん・抱腹絶倒!意地悪ギャグ決定版（1989年1月、フジテレビ）脚本・演出[91]
- 「ツヨシ、しっかりしなさい」（1989年1月、日本テレビ）脚本・演出[92]
- 「おしえてあげたい！」（1989年4月～5月、TBS）演出[93]
- 火曜スーパーワイド
  - 「パパはビデオ監督」（1989年8月、テレビ朝日）脚本[94]
- 月曜・女のサスペンス
  - 「おびえた天使」（1990年3月、テレビ東京）脚本[95]
- 水曜グランドロマン
  - 春のスペシャル「裕弥ちゃん生き抜いてくれ！父が肝臓をあげる！」（1990年4月、日本テレビ)脚本・演出[96]
  - 「死刑囚からの恋うた」（1991年2月、日本テレビ）脚本・監督[97]
- アメリカンファミリードラマスペシャル「アトランタホテル物語」（1991年3月、テレビ東京）脚本・演出・監督[98]
- 月曜ドラマスペシャル
  - 「遠くまでいくんだ」（1991年9月、TBS）企画・脚本・演出・監督[99]
- フィリッピーナを愛した男たち（1992年、フジテレビ）脚本・監督
- ベトナム難民少女　女医になるまでの哀しくも美しい10年（1992年、テレビ朝日）監督
- 愛と疑惑のサスペンス（関西テレビ）
- こいまち（1999年、関西テレビ）演出・脚本
- 特攻証言集・國破れても國は滅びず （2001年8月16日、フジテレビ）構成・監督
- 元特攻隊教官・田形竹尾らの証言を聞きながら、大東亜戦争末期に活動した特別攻撃隊を描いたドキュメンタリー

## 著作

### 共著
- 東中野修道、冨澤繁信・水島総 著「戦線後方記録映画「南京」から見えるもの」、東中野修道 編『南京「事件」研究の最前線 日本「南京」学会年報』（平成20年版「最終完結版」）展転社、2008年5月。ISBN 978-4-88656-321-7。
- 『1937南京の真実』水島総原作、前田俊夫作画、映画『南京の真実』製作委員会・チャンネル桜エンタテインメント製作・監修、飛鳥新社、2008年12月。ISBN 978-4-87031-891-5。
- 水島総「第三の潮流の誕生は自主憲法への大河となる」『日本は憲法で滅ぶ 中国が攻めてくる！』渡部昇一監修、総和社、2011年2月。ISBN 978-4-86286-048-4。

### 編著
- 亡国最終兵器 TPP問題の真実（2011年8月、青林堂〈チャンネル桜叢書〉、ISBN 9784792604356） - 著者：関岡英之、長尾たかし、中野剛志、東谷暁、藤井孝男、三橋貴明、山田俊男、水島総
- 『核武装』が日本を救う（2011年11月、青林堂〈チャンネル桜叢書〉、ISBN 9784792604400） - 著者：井上和彦、潮匡人、加瀬英明、川村純彦、石平、田母神俊雄、西部邁、西村眞悟、水島総